# تریر ژاپنی
تریر ژاپنی (به انگلیسی: Japanese Terrier)، نام یکی از نژادهای سگ است که خاستگاه آن به ژاپن بازمی‌گردد.